# Paradosso del Grand Hotel di Hilbert
Il paradosso del Grand Hotel è un celebre paradosso inventato dal matematico David Hilbert per mostrare alcune caratteristiche del concetto di infinito, e le differenze fra operazioni con insiemi finiti ed infiniti.

## Il paradosso
Hilbert immagina un hotel con infinite stanze, tutte occupate, e afferma che qualsiasi sia il numero di altri ospiti che sopraggiungano, sarà sempre possibile ospitarli tutti, anche se il loro numero è infinito, purché numerabile.
Nel caso semplice, arriva un singolo nuovo ospite. Il furbo albergatore sposterà tutti i clienti nella camera successiva (l'ospite della 1 alla 2, quello della 2 alla 3, etc.); in questo modo, benché l'albergo fosse pieno è comunque, essendo infinito, possibile sistemare il nuovo ospite.
Un caso meno intuitivo si ha quando arrivano infiniti nuovi ospiti. Sarebbe possibile procedere nel modo visto in precedenza, ma solo scomodando infinite volte gli ospiti (già spazientiti dal precedente spostamento): sostiene allora Hilbert che la soluzione sta semplicemente nello spostare ogni ospite nella stanza con numero doppio rispetto a quello attuale (dalla 1 alla 2, dalla 2 alla 4, etc.), lasciando ai nuovi ospiti tutte le camere con i numeri dispari, che sono essi stessi infiniti, risolvendo dunque il problema. Gli ospiti sono tutti dunque sistemati, benché l'albergo fosse pieno.
Ancora più difficile: ci sono infiniti alberghi con infinite stanze tutti al completo. Tutti gli alberghi chiudono, tranne uno. Tutti gli ospiti vogliono alloggiare nell'unico albergo rimasto aperto. Sarebbe possibile procedere come prima, ma solo scomodando infinite volte gli ospiti. Un modo alternativo, invece, è di assegnare ad ogni persona una coppia di numeri (n,m) in cui n indica l'albergo di provenienza, e m la relativa stanza. Gli ospiti sono quindi etichettati in questo modo:
{\displaystyle {\begin{array}{ccccc}(1,1)&(1,2)&\cdots &(1,m)&\cdots \\(2,1)&(2,2)&\cdots &(2,m)&\cdots \\\cdots &\cdots &\cdots &\cdots &\cdots \\(n,1)&(n,2)&\cdots &(n,m)&\cdots \\\cdots &\cdots &\cdots &\cdots &\cdots \end{array}}}
A questo punto basta assegnare le nuove stanze agli ospiti secondo un criterio ordinato, ad esempio per diagonali:
{\displaystyle {\begin{array}{ccccccc}(1,1)\rightarrow 1;&(2,1)\rightarrow 2;&(1,2)\rightarrow 3;&(3,1)\rightarrow 4;&(2,2)\rightarrow 5;&(1,3)\rightarrow 6;&\ldots \end{array}}}
Questo paradosso, nonostante sia piuttosto elementare, ha contribuito, all'epoca ai matematici, ed oggi ai profani, a far comprendere la differenza profonda e sostanziale tra gli insiemi finiti e infiniti, aprendo le porte a gran parte delle moderne branche dell'aritmetica moderna: analisi non-standard e transfinita su tutte.

## Racconti
Esistono alcuni racconti che ripropongono una versione narrativa del paradosso.
Uno di questi è "L'hotel straordinario", del matematico russo Naum Yakovlevich Vilenkin (anche se spesso erroneamente attribuita a Stanisław Lem). Esiste anche una versione di Ian Stewart. 
Nel racconto di Vilenkin si propone di sistemare gli ospiti secondo i quadrati della matrice sopra descritta cioè nella stanza 1 si mette l'ospite con n = 1 e m = 1 (cioè l'ospite rimane dov'è) ; nella stanza 2, l'ospite dell'hotel 1 e che sta nella stanza 2 (m = 1 e n = 2) e poi nella stanza 3 l'ospite m = 2 e n = 2 (hotel 2 stanza 2), nella stanza 4 l'ospite del hotel 2 e stanza 1 cioè m = 2, n = 1 e poi si continua a contare associando i numeri 5, 6, 7, 8 e 9 con le coppie (m,n) rispettivamente in questo ordine (1,3), (2,3), (3,3), (3,2) e (3,1) e così via con i quadrati successivi (per i numeri 10, 11 ecc.). Nel racconto Lem propone quindi per calcolare il numero della stanza le seguenti formule: se m < n, allora il numero della stanza è n2 - m + 1 mentre se è m ≥ n, allora il numero della stanza è (m - 1)2 + n. In questo modo nel racconto riesce a sistemare infiniti ospiti di infiniti hotel in un solo hotel di infinite stanze già tutte occupate!
Il paradosso dell'albergo infinito si trova anche nel libro "L'infinito" di John David Barrow al capitolo III intitolato "Benvenuti all'Albergo Infinito", ed è stato ripreso nello spettacolo Infinities di Barrow e Luca Ronconi.